# Dentosal

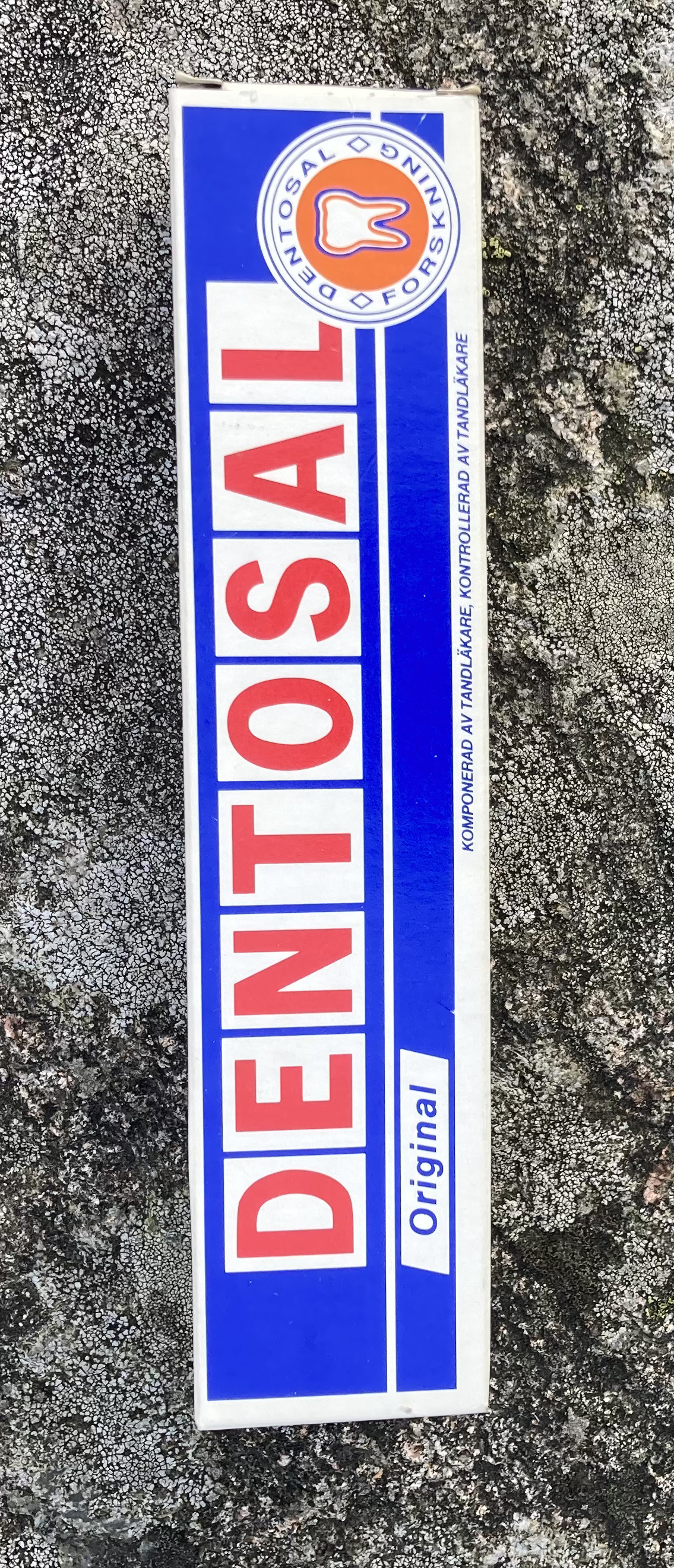
Dentosal förpackning 1980-tal

Dentosal, från ”dent”, tand, och ”sal”, salt, är en tandkräm uppfunnen av tandläkaren Carl Axel Samsioe. Tillverkningen startade 1915 och produkten var från början ett tandsalt. Tandkrämen lanserades 1920. Annons för tandpasta var införd i Svenska Dagbladet (SvD) 16 januari 1921. Inom tandkrämsfamiljen tillhör den kategorin baking soda (natriumbikarbonat). Slipmedlet (saltet) löser sig helt i vatten till skillnad från andra tandkrämer som innehåller olösliga slipprodukter. Dentosal är unik i sin smak och konsistens och har en trogen kundkrets.   
Varumärkesansökan för namnet Dentosal i Sverige ingavs 1960 och för EU 2009. Nuvarande (2022) innehavare av varumärket är ACO Hud Nordica AB.   
Dentosal AB tillverkade tandkrämen under många år. Företaget låg i Danderyd, först på Golfvägen 5 och därefter på Enebybergsvägen. Senare flyttade företaget till Oxelösund.   
Tandkrämen var borta från marknaden en tid runt 1990-talet men återkom sedan med ny tillverkare och fanns därefter kvar på marknaden.   
Tillverkningen upphörde 2019 efter att en fabrik lagts ner och ägaren inte lyckades hitta en ny tillverkare. enligt dåvarande tillverkaren Perrigo Sverige AB - ett dotterföretag till ACO Hud Nordica AB. Försök att sälja till andra aktörer ska ha varit fruktlösa.
I november 2020 togs varumärket över av läkemedelsbolaget Avia Pharma i Danderyd som tecknade ett samarbetsavtal med koncernens dotterbolag Natumin Pharma AB i Habo. Avtalet gäller inledningsvis tillverkning, fyllning och packning av tandkrämen Dentosal. Förpackningen fick i samband med ägarbytet en justerad design.  

## Historisk anknytning
Läs en upprörd apotekares insändare i Hälsovännen då tandkrämen lanserades för fullt. Insändaren återgavs i SvD 1916-05-05.
"Dentosal - Också en uppfinning!
Av tandläkare C. A. Samsioe har genom AB Dentosal med användande av stora gester och en våldsam reklam förts i marknaden ett mun- och tandsalt, benämnt Dentosal.
Vad består då detta utmärkta munsalt? Jo, helt enkelt av handelns billigaste bikarbonat, jämte några eteriska oljor. Detta är således det glänsande resultatet av »ett långvarigt» samarbete med legitimerade apotekaren Fil. Dr K.G. Kuylenstierna. I preparatet ingår endast som föroreningar spår av natriumfosfat och klornatrium (härrörande från den dåliga kvaliteten av bikarbonat), och är därför Tandläkare Samsioes tal om att »pulvret består huvudsakligast av lättlösliga och neutrala salter, av vilka ett par reagerar svagt alkaliskt», för att begagna Tandl. Samsioes egna ord, endast »en halv sanning, vilken ofta gör större skada än en ren lögn».
Bruket av bikarbonat är som tandmedel varken något nytt ej heller något särskilt lämpligare än andra karbonater (till exempel krita) eller tvållösningar, då det torde vara skäligen likgiltigt om munnens syror neutraliseras med natriumbikarbonat, kalciumkarbonat, magnesiumkarbonat eller fettsyrat natron. Innehållet i varje burk (75 gr.) betingar ett pris av 1:50, vilket gör 20 kr/kg, och då den kvalité bikarbonat som ingår i Dentosal kostar i inköp cirka 25 öre/kg, inses lätt, för att än en gång använda Tandl. Samsioes ord, »att preparatet ställer sig synnerligen ekonomiskt», men ej för allmänheten, utan för fabrikanten.
Arthur Gjerdrum Apotekare"
---
Bemötande från AB Dentosal
Tilläggas bör att AB Dentosal bemötte Gjerdrums påståenden med en lägre text i annonsform i SvD 1915-05-06.